# Cruas
Ne doit pas être confondu avec Cruis.
Cruas (/kʁy.as/) est une commune française, située dans le département de l'Ardèche en région Auvergne-Rhône-Alpes.
La commune, positionnée dans la vallée du Rhône, héberge le siège de la communauté de communes Ardèche Rhône Coiron, plusieurs cimenteries ainsi que la centrale nucléaire de Cruas-Meysse. Ses habitants sont appelés les Cruassiens.

## Géographie

### Situation et description
Située au pied des carrières de pierre sur la rive droite du Rhône, entre Montélimar et Valence, non loin de Privas, Cruas doit probablement son nom à un terme de racine indo-européenne : c(a)rud = roche, pierre. Le ruisseau qui traverse le lieu porte le nom de Crûle (en langue d'oc, les ruisseaux et rivières n'ont pas d'article). La commune est arrosée par le Leyne.

### Géologie et relief
Le territoire est bordé par un massif calcaire appartenant au Massif central. Il est également situé dans la vallée du Rhône avec ses collines forestières agrémentées de pinèdes, de maquis et de chênes.

### Climat
Pour des articles plus généraux, voir Climat d'Auvergne-Rhône-Alpes et Climat de l'Ardèche.
En 2010, le climat de la commune est de type climat méditerranéen franc, selon une étude du CNRS s'appuyant sur une série de données couvrant la période 1971-2000. En 2020, Météo-France publie une typologie des climats de la France métropolitaine dans laquelle la commune est exposée à un climat méditerranéen et est dans la région climatique Provence, Languedoc-Roussillon, caractérisée par une pluviométrie faible en été, un très bon ensoleillement (2 600 h/an), un été chaud (21,5 °C), un air très sec en été, sec en toutes saisons, des vents forts (fréquence de 40 à 50 % de vents > 5 m/s) et peu de brouillards.
Pour la période 1971-2000, la température annuelle moyenne est de 13,2 °C, avec une amplitude thermique annuelle de 17,9 °C. Le cumul annuel moyen de précipitations est de 972 mm, avec 7 jours de précipitations en janvier et 4,2 jours en juillet. Pour la période 1991-2020, la température moyenne annuelle observée sur la station météorologique de Météo-France la plus proche, sur la commune de Marsanne à 9 km à vol d'oiseau, est de 13,4 °C et le cumul annuel moyen de précipitations est de 967,5 mm,. Pour l'avenir, les paramètres climatiques de la commune estimés pour 2050 selon différents scénarios d'émission de gaz à effet de serre sont consultables sur un site dédié publié par Météo-France en novembre 2022.

### Hydrographie
Le territoire communal est bordé par le Rhône dans sa partie orientale.

### Voies de communication
Le territoire de Cruas est traversé par l'ancienne route nationale 86, reclassée en route départementale (RD86) pour ce tronçon depuis 2005 et qui traverse l'Ardèche du nord au sud dans la vallée du Rhône.

## Urbanisme

### Typologie
Au 1er janvier 2024, Cruas est catégorisée bourg rural, selon la nouvelle grille communale de densité à 7 niveaux définie par l'Insee en 2022.
Elle appartient à l'unité urbaine de Cruas, une unité urbaine monocommunale constituant une ville isolée,. Par ailleurs la commune fait partie de l'aire d'attraction de Montélimar, dont elle est une commune de la couronne,. Cette aire, qui regroupe 45 communes, est catégorisée dans les aires de 50 000 à moins de 200 000 habitants,.

### Occupation des sols
L'occupation des sols de la commune, telle qu'elle ressort de la base de données européenne d’occupation biophysique des sols Corine Land Cover (CLC), est marquée par l'importance des forêts et milieux semi-naturels (52,3 % en 2018), une proportion sensiblement équivalente à celle de 1990 (52,9 %). La répartition détaillée en 2018 est la suivante : 
forêts (49,4 %), zones agricoles hétérogènes (17,3 %), zones urbanisées (14,2 %), mines, décharges et chantiers (7,2 %), eaux continentales (5,1 %), zones industrielles ou commerciales et réseaux de communication (3,9 %), milieux à végétation arbustive et/ou herbacée (3 %).
L'évolution de l’occupation des sols de la commune et de ses infrastructures peut être observée sur les différentes représentations cartographiques du territoire : la carte de Cassini (XVIIIe siècle), la carte d'état-major (1820-1866) et les cartes ou photos aériennes de l'IGN pour la période actuelle (1950 à aujourd'hui).

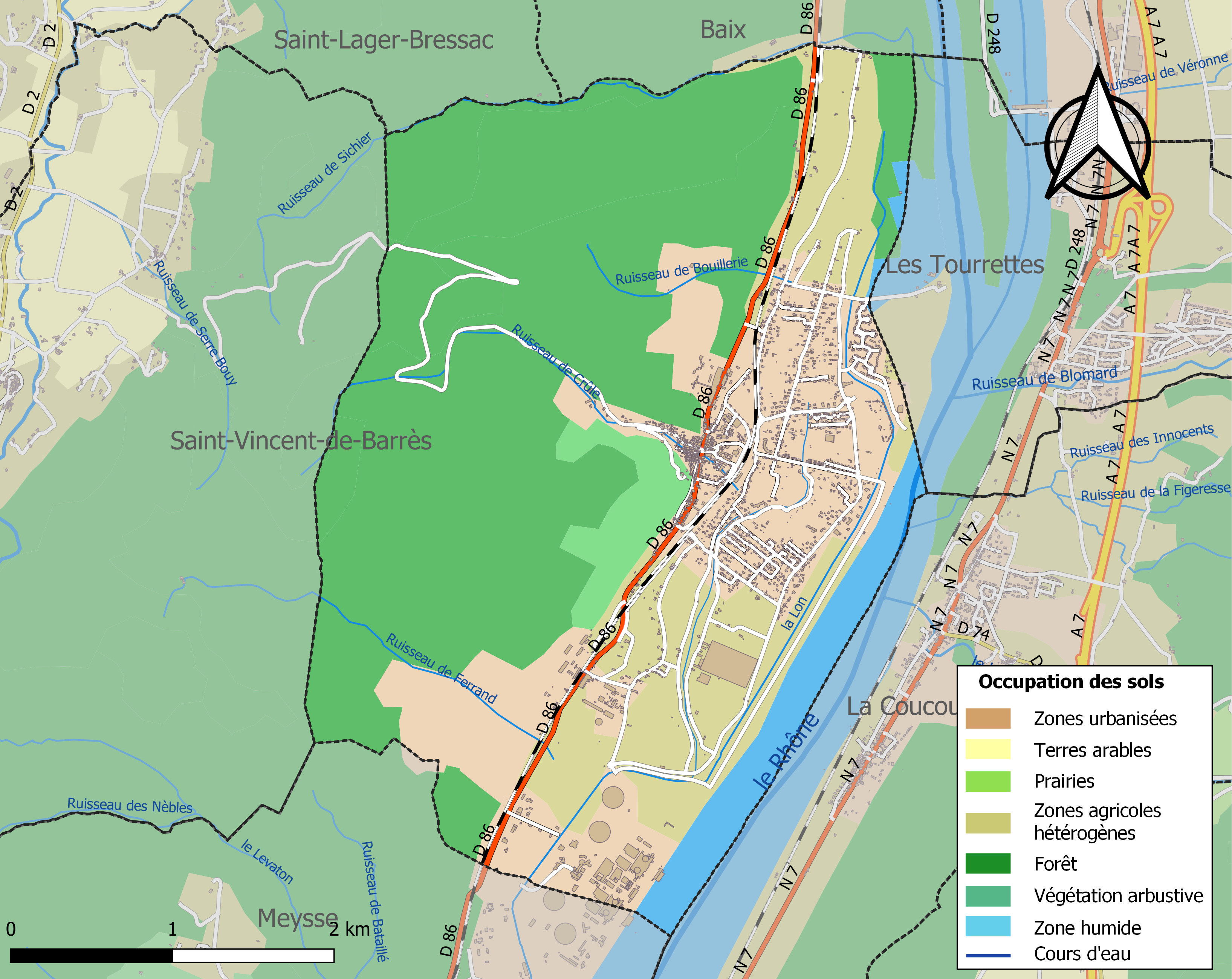
Carte des infrastructures et de l'occupation des sols de la commune en 2018 (CLC).

### Risques naturels et technologiques

#### Risques sismiques
L'ensemble du territoire de la commune de Cruas est situé en zone de sismicité no 3, dite « modérée » (sur une échelle de 1 à 5), comme la plupart des communes situées dans la vallée du Rhône, mais non loin de la limite orientale de la zone no 2, dite « faible » qui correspond au plateau ardéchois.
| Type de zone | Niveau            | Définitions (bâtiment à risque normal) |
| ------------ | ----------------- | -------------------------------------- |
| Zone 3       | Sismicité modérée | accélération = 1,1 m/s2                |

## Histoire
La voie romaine dite Vois des Helviens ou Voie Romaine d'Antonin-le-Pieux, qui relie Barjac (au nord du Gard) à Valence (dans la Drôme) en passant par Alba-la-Romaine (capitale des Helviens), traverse le territoire de la commune. On y a trouvé 6 bornes milliaires à ce jour.
Au VIIIe siècle, une abbaye est établie à Cruas par Eribert, premier comte de Vivarais. La charta vetus de l'évêché de Viviers permet d'estimer la date de sa fondation aux alentours de 750. En 780, le monastère de Cruas est déjà placée sous l'autorité de Benoît d'Aniane, réformateur de la règle de saint Benoît et fils d'Aygulf, comte de Maguelone (en Gothie), lui-même ancien vassal de Pépin le Bref.
La Constitutio de servitio monasterium, rédigée en 817, mentionne les abbayes de Cruas et Donzère. Celles-ci ne doivent à l'empereur « ni dons, ni service de milice, mais des prières seulement ».
Dans la suite, pour se protéger des invasions et des inondations, les moines construisent en hauteur une chapelle qui deviendra le château des moines.
Une très belle abbatiale, dont certains éléments remontent au VIIIe siècle, s'élève au centre du village. De style roman, couverte par un toit de lauzes, elle est notamment décorée dans l'abside d'une mosaïque de style byzantin. Elle possède des voûtes magnifiques et une crypte remarquable, les chapiteaux des colonnes sont ornés de sculptures d'un grand intérêt. On pouvait y voir un grand tableau portant la mention « Don de l'empereur » (Napoléon Ier). Les escaliers d'accès étaient ornés de pierres milliaires romaines.[Quand ?]

Aux XVIe et XVIIe siècles, la ville subit les attaques des huguenots.

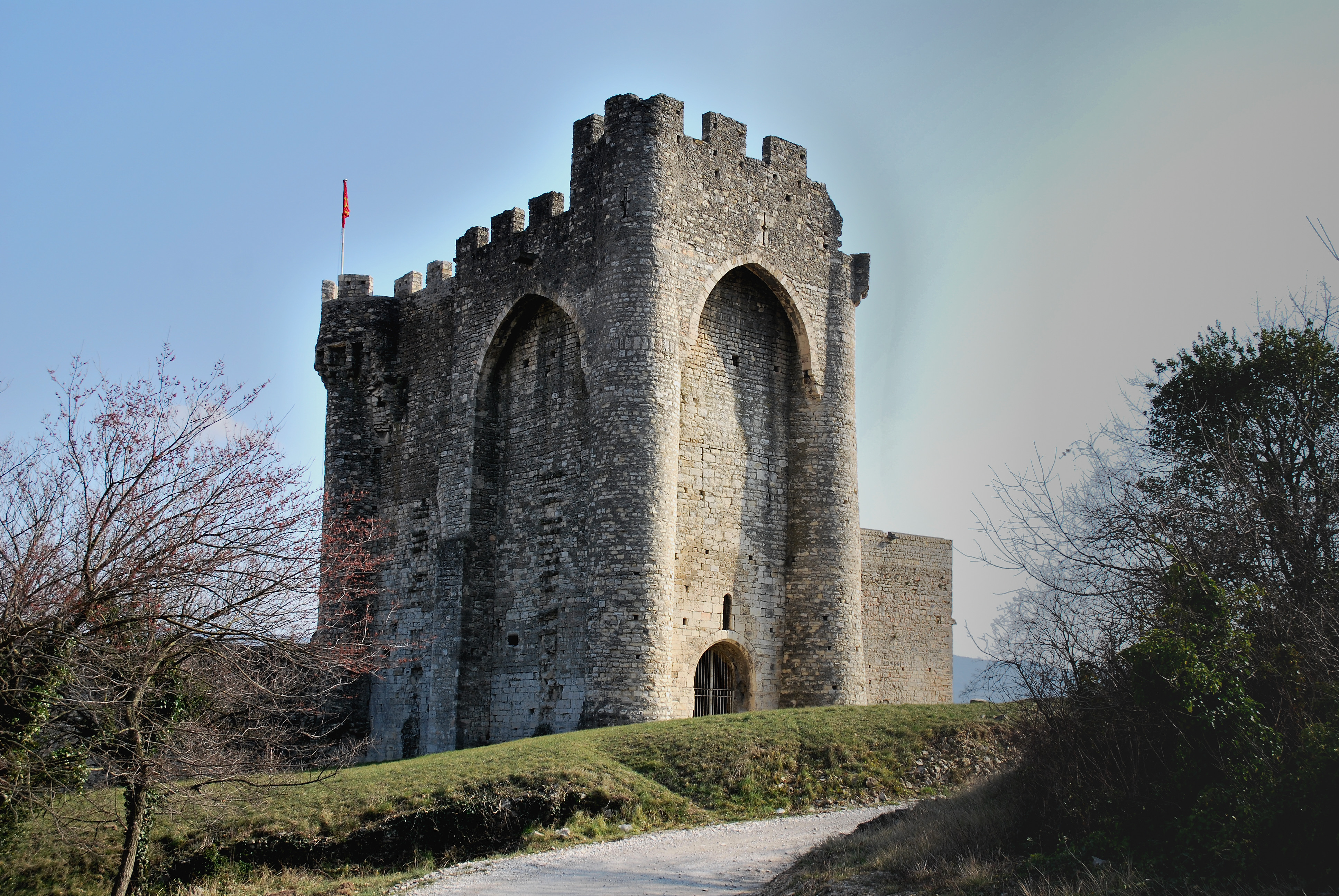
Le château des Moines.

## Toponymie
Le nom de la commune est attesté Crudatis en 897 et Crudatis Corte en 950, du nom d'homme gaulois Crodos, « dur, rude », et suffixe gaulois -atis : c'était le domaine de Crodos.

## Politique et administration

### Liste des maires
| Période                                  | Période                   | Identité                          | Étiquette | Qualité |
| ---------------------------------------- | ------------------------- | --------------------------------- | --------- | --- |
| Les données manquantes sont à compléter. |                           |                                   |           | |
| 1813                                     | novembre 1815             | Hugues Bernard Vallette (Viallar) |           | Notaire |
| novembre 1815                            | juin 1824                 | Honoré Bouvier                    |           | Propriétaire |
| novembre 1830                            | décembre 1831             | Pancrace Mallasagny               |           | |
| janvier 1832                             | juillet 1835              | Joseph Lachamp                    |           | Propriétaire |
| juillet 1835                             | janvier 1841              | Antoine Volle                     |           | Propriétaire |
| janvier 1841                             | octobre 1846              | Joseph Lachamp                    |           | Propriétaire (1813), sans profession (1863) |
| octobre 1846                             | avril 1848                | Charles Denis Berlié              |           | Géomètre en chef du cadastre (1842) |
| octobre 1947                             | mai 1953                  | Jean Blondeau                     |           | |
| mai 1953                                 | 1956                      | Roger Constant                    | PCF       | |
| 1956                                     | mars 1989                 | Henri Chaze                       | PCF       | Instituteur Conseiller général de 1951 à 1994 Député de 1962 à 1967 Conseiller régional de 1978 à 1980                                                                                              |
| mars 1989                                | juin 1995                 | Pierre Douce                      | PS        | Ouvrier en cimenterie |
| juin 1995                                | octobre 2017              | Robert Cotta                      | PCF       | Ouvrier métallurgiste Conseiller général du canton de Rochemaure (2001-2015) puis départemental du canton du Pouzin (2015-2021) Président de la Communauté de communes Barrès-Coiron Démissionnaire |
| octobre 2017                             | 23 mai 2020               | Philippe Touati                   | DVG       | Cadre |
| 23 mai 2020                              | En cours (au 24 mai 2020) | Rachel Cotta                      | DVD       | Assistante projet à la centrale de Cruas-Meysse |

## Population et société

### Démographie
L'évolution du nombre d'habitants est connue à travers les recensements de la population effectués dans la commune depuis 1793. Pour les communes de moins de 10 000 habitants, une enquête de recensement portant sur toute la population est réalisée tous les cinq ans, les populations de référence des années intermédiaires étant quant à elles estimées par interpolation ou extrapolation. Pour la commune, le premier recensement exhaustif entrant dans le cadre du nouveau dispositif a été réalisé en 2007.

En 2022, la commune comptait 2 954 habitants, en évolution de −1,27 % par rapport à 2016 (Ardèche : +2,48 %, France hors Mayotte : +2,11 %).
| 1793 | 1800 | 1806 | 1821 | 1831 | 1836 | 1841 | 1846 | 1851  |
| ---- | ---- | ---- | ---- | ---- | ---- | ---- | ---- | ----- |
| 520  | 570  | 646  | 706  | 739  | 870  | 906  | 993  | 1 009 |

| 1856  | 1861  | 1866  | 1872  | 1876  | 1881  | 1886  | 1891  | 1896  |
| ----- | ----- | ----- | ----- | ----- | ----- | ----- | ----- | ----- |
| 1 059 | 1 049 | 1 088 | 1 001 | 1 132 | 1 513 | 1 445 | 1 742 | 1 860 |

| 1901  | 1906  | 1911  | 1921  | 1926  | 1931  | 1936  | 1946  | 1954  |
| ----- | ----- | ----- | ----- | ----- | ----- | ----- | ----- | ----- |
| 1 894 | 1 921 | 1 930 | 1 511 | 1 732 | 1 846 | 1 740 | 1 576 | 1 701 |

| 1962  | 1968  | 1975  | 1982  | 1990  | 1999  | 2006  | 2007  | 2012  |
| ----- | ----- | ----- | ----- | ----- | ----- | ----- | ----- | ----- |
| 2 079 | 1 978 | 1 638 | 2 370 | 2 200 | 2 400 | 2 635 | 2 670 | 2 872 |

| 2017  | 2022  | - | - | - | - | - | - | - |
| ----- | ----- | - | - | - | - | - | - | - |
| 3 008 | 2 954 | - | - | - | - | - | - | - |

### Enseignement
La commune est rattachée à l'académie de Grenoble.

### Médias
La commune est située dans la zone de distribution de deux organes de la presse écrite :
- L'Hebdo de l'Ardèche

Il s'agit d'un journal hebdomadaire français basé à Valence et couvrant l'actualité de tout le département de l'Ardèche.
- Le Dauphiné libéré

Il s'agit d'un journal quotidien de la presse écrite française régionale distribué dans la plupart des départements de l'ancienne région Rhône-Alpes, notamment l'Ardèche. La commune est située dans la zone d'édition de Privas.

## Économie
Jusqu'au milieu du XXe siècle, outre une filature, un cartonnage, une entreprise textile de tissage une industrie de construction mécanique Peruchon-Moustier pour équipement des Cimenteries et Plâtreries s'illustraient notamment par la fabrication de velours de soie.
Aujourd'hui :
- Cimenteries Lafarge (ex Chaux et ciments Vallette Viallard).
- Centrale nucléaire de Cruas.
- Cimenterie Calcia (Ciments français, filiale d'Italcementi). Elle ferme en juin 2022[36],[37].

## Culture locale et patrimoine

### Lieux et monuments
- Abbatiale Sainte-Marie.
- Chapelle fortifiée Saint-Benoît de Cruas.
- Château des Moines et son vieux village.

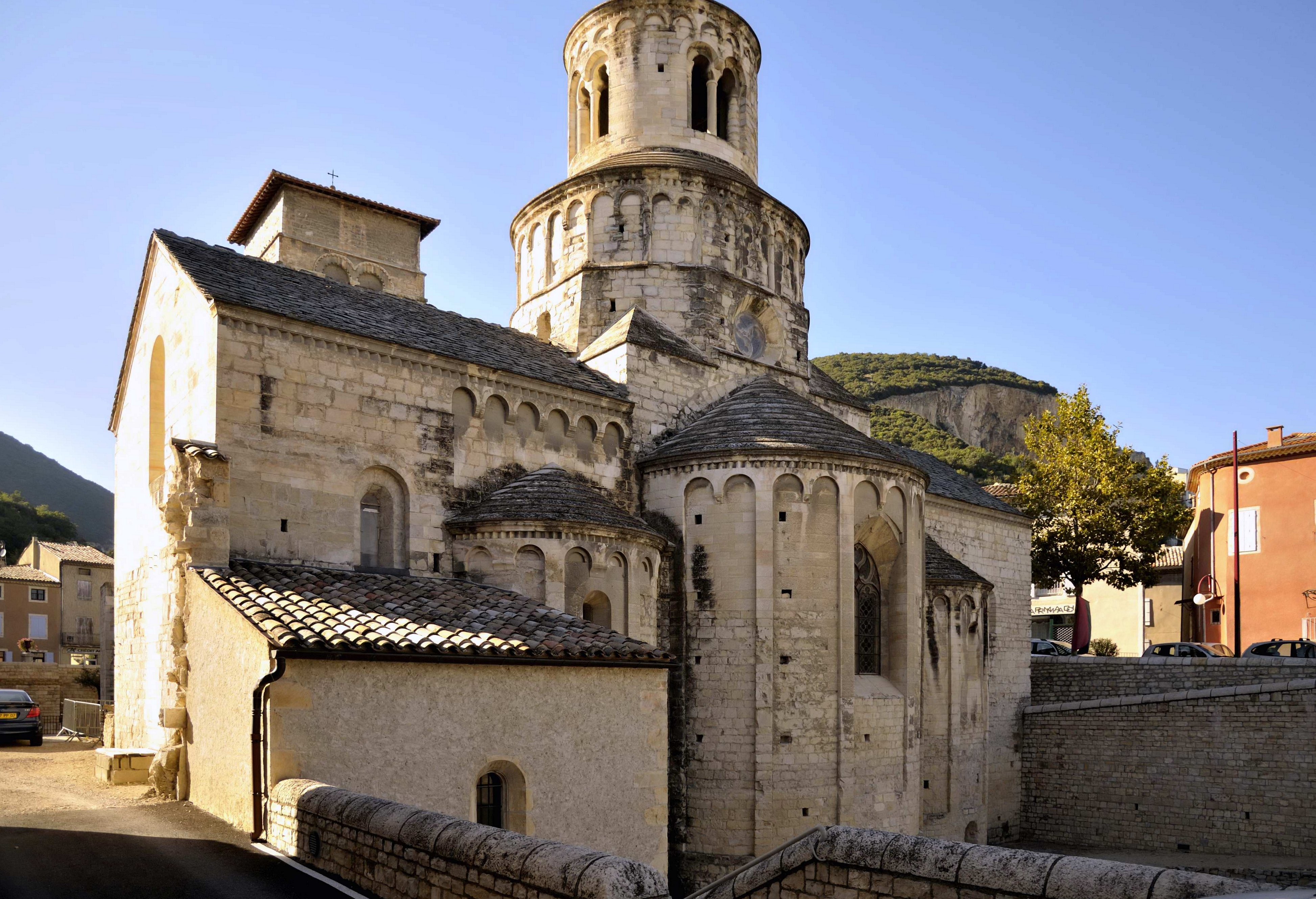
Abbatiale de Cruas.
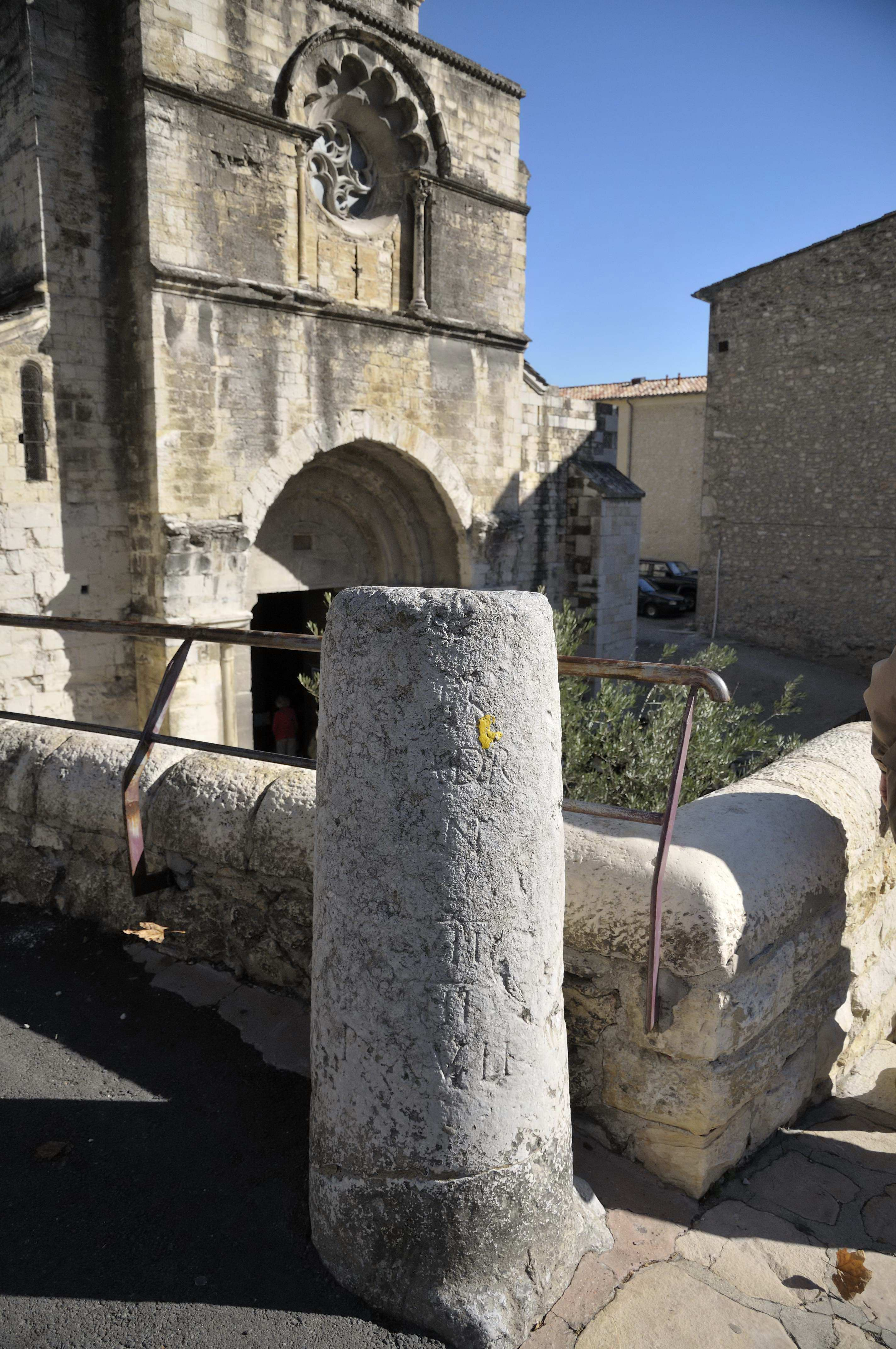
Borne romaine milliaire.
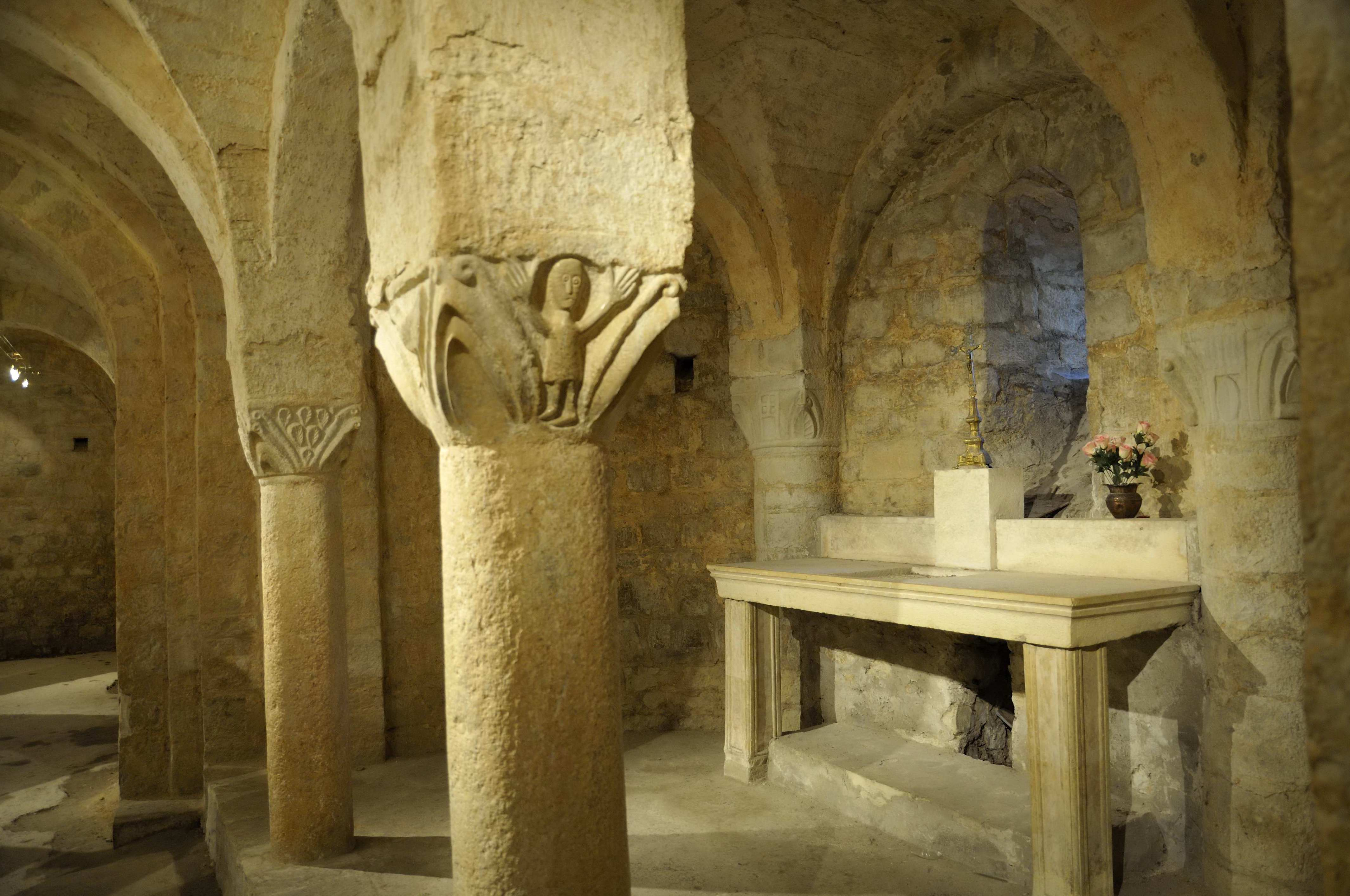
La crypte (détails).
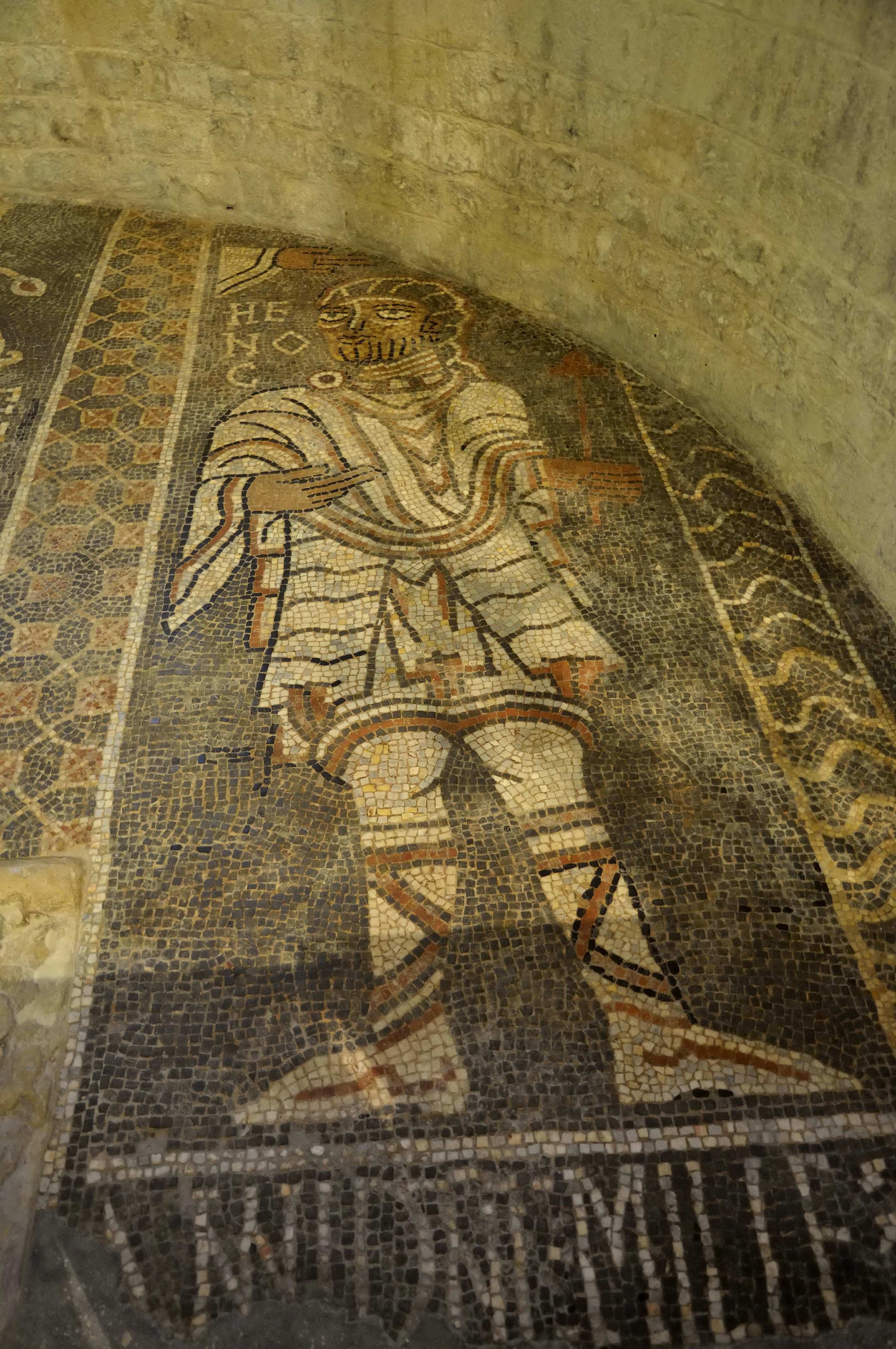
Mosaïque de style byzantin.
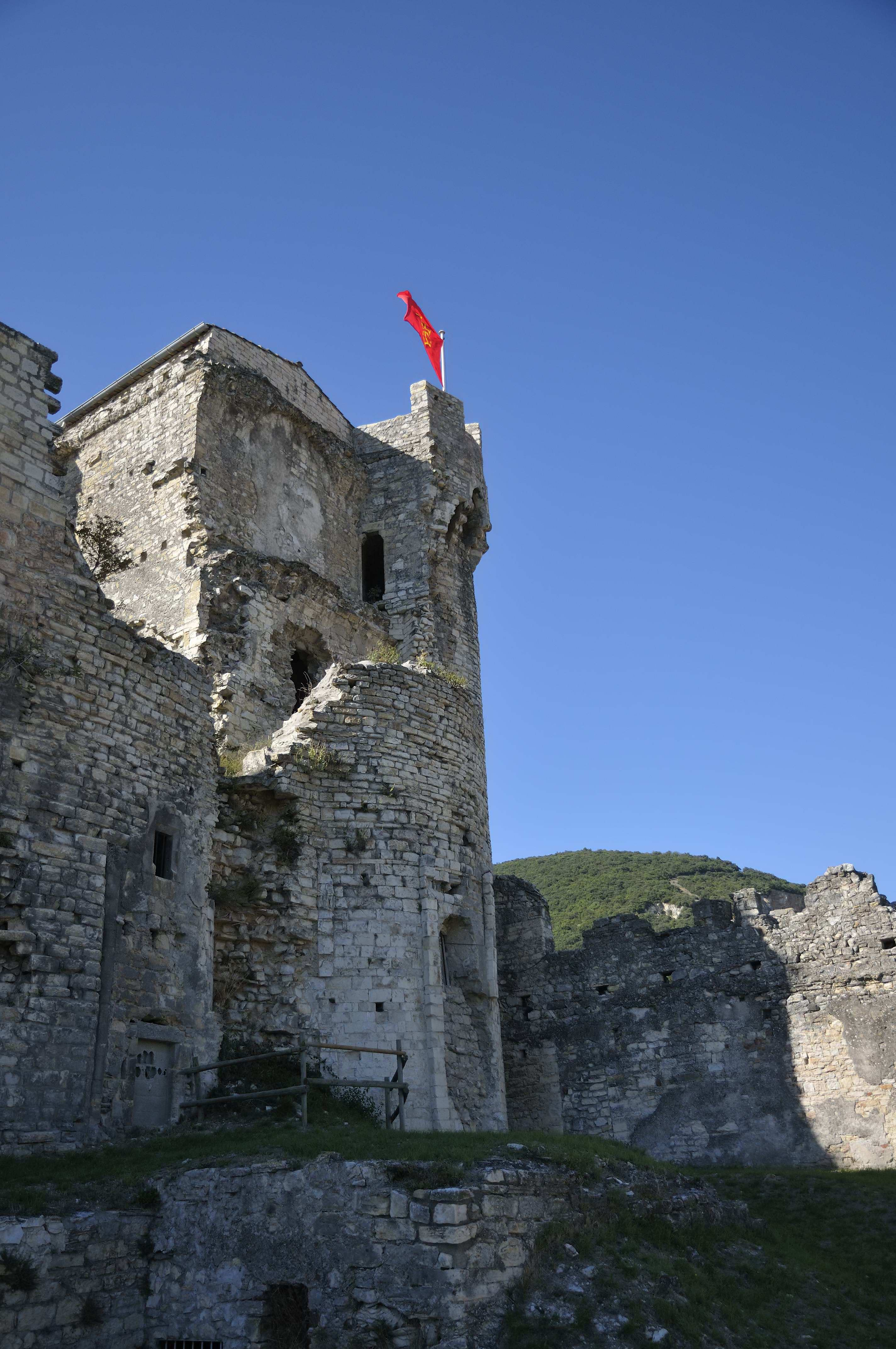
Château des Moines.

### Espaces verts et fleurissement
En 2014, la commune obtient le niveau « une fleur » au concours des villes et villages fleuris.

### Personnalités liées à la commune
- André Auclair (1893-1976), le Centre d'Art et d'Histoire porte son nom.
- Pierre Vallette-Viallard, natif de Cruas, député de l'Ardèche (1919-1924 et 1928-1942).
- Henri Chaze, député de l'Ardèche (1962-1967), conseiller général et maire de Cruas.

### Héraldique
|  | Cruas possède des armoiries dont l'origine et le blasonnement exact ne sont pas disponibles. |